# Cyathea junghuhniana
Cyathea junghuhniana là một loài thực vật có mạch trong họ Cyatheaceae. Loài này được (Kunze) Copel. mô tả khoa học đầu tiên năm 1909.